# 陈怀琛
 陳懷琛（1934年0月0日—），教授，1984年至1994年任西安电子科技大学副校长，分管科研和研究生教育。
陳懷琛 教授致力于推动大学课程和教学的计算机化，积极促使教师和学生都使用计算机取代计算器来解决各课程的问题。

## 經歷
1934年生于上海，1949年在上海中学读高三，即将高中毕业，自愿报名参军，1950年12月，刚满16周岁被批准正式参军，遂分配在张家口军事电信工程学院半工半读。
1953年7月以学校一等奖的成绩毕业张家口军事电信工程学院（现为西安电子科技大学），留校分配到学校的机工教授会（现教研室）力学教研室，由杨俊老师带领着教制图，由刘治汉、叶尚辉老师带领着教理论力学、材料力学等课程。1956年，学校为提高教师水平，派遣部分无本科学历的老师外出进修。他被派往天津大学材料力学教研室进修一年，1957年6月份回到学校。一年后，学校从张家口迁址西安，他跟随前往西安。1959年学校建立了自动控制系。学校把他调到自控系，又派他到哈尔滨军工去进修学习了三个月。进修回来后就在自动控制系任教研组长，教导弹概论、飞行力学和自动控制。1972年，由于国家政策调整和文化大革命，他被调到了电子工程系教雷达随动系统等其他课程【西电往事】陈怀琛：莫道桑榆晚 皓首雄心在,发布时间：2015-12-15，来源：西电往事工作组 （页面存档备份，存于）</ref>。

先后在机械系、自动控制系和电子工程系讲授过十多门课程。
1980年，赴美国费城宾夕法尼亚大学系统工程系做访问学者进修。
回国后，曾任西安电子科技大学副校长，主管科研和研究生教育工作。

1995年以来，陈教授致力于推动大学课程和教学的计算机化，积极促使教师和学生都使用计算机取代计算器来解决各课程的问题。主持编写了一系列将MATLAB应用于大学课程的教材。
1996年，他去美国。在此期间，和美国的Mathworks公司取得联系。得知一套教育版MATLAB软件在美国买可省去进出口税，只需要1200美元（不到一万元人民币），可以在校内复制使用。与学校征询后，并获同意。至此，西安电子科技大学就有了第一套MATLAB正版软件。这也是Mathworks公司出售给中国的首套软件。
1998年退休后致力于推动大学课程的计算机化，推广用MATLAB解题，1996-2014年期间，共编著书籍八本，销量逾20万册。2005年起，专注于非数学系线性代数课程的改革。2009年，被高教司指定为“用MATLAB和建模实践改造工科线性代数”项目负责人，组织全国19所大学试点两年，受益学生四万余人，现正致力于将改革成果制成“慕课”，以便在职工程师能学习和普及。

2009年1月，西安电子科技大学被教育部批准为“用MATLAB和建模实践改造线性代数课程”项目的全国牵头单位，陈怀琛被任命为项目负责人陈怀琛教授简介,西安电子科技大学陈怀琛教授</ref>。

## 其他
曾兼任中国自动化学会理事，中国电子学会教育学会副理事长，陕西人民对外友协副会长，陕西自动化学会副理事长等职务。

## 出版物
主持编写了一系列将MATLAB应用于大学课程的教材：
- （1）《控制系统CAD和MATLAB语言》1996年12月；
- （2）《数字信号处理及其MATLAB实现》1998年12月；
- （3）《MATLAB及其在理工课程中的应用指南》2000年1月；
- （4）《MATLAB及在电子信息课程中的应用》2002年1月；
- （5）《数字信号处理教程——MATLAB释义与实现》2004年10月；
- （6）《线性代数实践及MATLAB入门》2005年10月；

为了因应诸多在职工程师需要学习MATLAB和补修线性代数实践。陈怀琛教授写了一本面向继续教育和低学时大纲的普及性的教材《实用大众线性代数(MATLAB版)》，于2014年8月出版。

## 外部連結
- 陈怀琛 教授个人主页，专注于MATLAB研究 （页面存档备份，存于）

## 相关
- MATLAB